# マキノー島の戦い
座標: 北緯45度51分11秒 西経84度37分03秒 / 北緯45.853056度 西経84.6175度
マキノー島の戦い（マキノーしまのたたかい、英: Battle of Mackinac Island）は、米英戦争終盤の1814年7月26日から8月4日に、アメリカ合衆国ミシガン州のマキノー島をアメリカ軍が取り戻そうとした戦闘である。結果はイギリス軍守備隊と同盟インディアンの大勝に終わった。ミシガン湖とヒューロン湖の間のマキノー海峡にあるマキノー島の砦は、戦前からアメリカの重要な交易基地だった。地域のインディアンに影響を与え、統制するためにも重要だった。インディアンは歴史文献で「ミチリマキノー」と呼ばれることがある。

## 背景
1812年7月18日、イギリス軍正規兵とカナダ人ボヤジュール（山人）およびインディアンの混成部隊がマキノー砦包囲戦で島を占領した。アメリカ軍守備隊がまだ戦争が始まったことを知らない時のことだった。この戦勝の報せにより、それまでは中立だったあるいはイギリス軍に付くことを決めていなかったインディアン部族に影響を与えることになり、1812年の間はイギリス軍が戦闘で勝利することが幾つか続いた。イギリス軍はセントジョゼフ島の守備は放棄し、マキノー島の防衛に注力することになった。
1812年の残りと1813年の大半、イギリス軍はデトロイトを保持していたので、マキノー島も安泰だった。アメリカ軍がマキノー島を攻撃するとすれば、まずデトロイトを取り返しておく必要があった。1813年9月10日、エリー湖の湖上戦でアメリカ軍は決定的な勝利を上げ、そのことでデトロイトを取り返し、その後に起きたテムズの戦いでも撤退するイギリス軍とインディアンを破った。冬に湖が凍る前にマキノー島を取り戻す遠征隊を派遣するには遅すぎたが、それでもマキノー島に対するイギリス軍の供給線を遮断することはできた。第41歩兵連隊のリチャード・ブロック大尉が指揮するマキノー島守備隊は食料が足りなくなり、地元から魚やトウモロコシを購入したが、冬の終わりまでに備蓄はかなり厳しい状況になっていた。

### イギリスの守備
1814年2月、グレンガリー軽装歩兵連隊のロバート・マクドゥーアル中佐が、マキノー島との通信線を再構築し、基地の指揮を執るよう命令された。マクドゥーアルの最初の任務はヨークからヤング・ストリートとシムコー湖を経て、ジョージア湾に流れるノッタワサガ川まで供給線を開くことだった。ノッタワサガ川は、そこからの航行が岩や浅瀬で妨げられるとしても、マチェダッシュ湾のペニタングィシーン町で基地を設立した方が良いので選定された。しかし、シムコー湖からペニタングィシーンまでの経路は30マイル (50 km) にわたって改良する必要があり、それは冬の間はほぼ不可能なので、ノッタワサガまで陸路を運ぶ方が短く、より容易に改良できるものだった。
マクドゥーアルの部隊はロイヤル・ニューファンドランド・フェンシブルの90名（その大半は海兵として従軍するのに慣れていた）と、4門の野砲を操作する砲兵11名だった。さらにスクーナーHMSナンシーの乗組員を補強するために21名の水兵も連れてきた。ナンシーはセントジョゼフ島で最艤装され、また30人の大工が30隻の平底船の建造を援助していた。
4月19日、マクドゥーアルの平底船が、ニューファンドランド兵、砲兵、水兵と共に川を遡り始め、4月25日に湖に到着した。5月18日にはマキノー島に到着し、飢えた守備兵と同盟インディアンに大量の食糧をもたらすことができ、しかも途中の悪天候で船1隻を失っただけだった。数日後にはカナダのインディアン部ロバート・ディクソン中尉が事実上の指揮を執るインディアン200名によって補強された。
マクドゥーアルは島の守備を強化する命令を出した。現存する砦は島の南側にある港を見下ろす尾根の上にあったが、それ自体が別の樹木の多い尾根に見下ろされており、そこが島の最高地点だった。1812年、イギリス軍はこの尾根に大砲を運び上げ、砦を降伏させていた。マクドゥーアルの部隊は上の尾根に防御柵と小要塞を建造し、それをジョージ砦と名付けた。しかし、マクドゥーアルは、ウィリアム・マッケイ（地元では中佐の階級だった）がプレーリードゥシーンの基地を取り戻すために遠征隊を派遣したので、その守備隊の勢力は弱くせざるを得なかった。

### アメリカ軍の作戦
1814年、アメリカ軍は、北西部州と準州におけるイギリスとインディアンの毛皮交易同盟を分断するために始めた大きな方面作戦の一部として、マキノー島奪還の試みを始めた。アメリカ合衆国海軍長官ウィリアム・ジョーンズが、マキノー島攻撃を支援した。これにはエリー湖のアメリカ戦隊艦船を使うことになり、この時点では他にあまり使い道がないからだった。ミズーリ準州知事のウィリアム・クラークがミシシッピ川沿いプレーリードゥシーンの基地に遠征隊を発進させ（これに対応するためにマクドゥーアルはマッケイの部隊を派遣した）、マキノー島への遠征隊はデトロイトで準備され、ダンカン・マッカーサー准将が、前進基地としてヒューロン湖の南端にグラティオット砦を設立した。
7月3日、アメリカ海軍アーサー・シンクレア代将の指揮するブリッグ艦と砲艦5隻の戦隊がデトロイトを出港し、ジョージ・クローガン中佐の指揮する上陸部隊700名を運んだ。この部隊は、アンドリュー・ホームズ少佐の指揮する急ごしらえ正規歩兵大隊（第17、第19、第24アメリカ歩兵連隊の分遣中隊5個）と、オハイオ州民兵隊からの志願兵大隊で構成され、他に砲兵の分遣隊が付いた。
アメリカ戦隊は真っ直ぐにマキノー島には向かわず、最初にイギリス軍がマキノー島に物資を送り出しているマチェダッシュ湾の基地を探った。アメリカ軍はそれがペニタングィシーンにあると思っていた。霧が出ており、アメリカ軍には入り江や隠れた岩礁の多い地域に詳しい水先案内人が居なかったので、1週間をその湾で費やしたが、何も得られなかった。続いて1812年にはイギリス軍基地だったセントジョゼフ島に向かったが、そこは放棄されていることが分かった。部隊は放棄された基地を燃やし、さらにスーセントマリーにあったカナダウエスト・カンパニーの基地も燃やした。
アメリカ軍は7月26日になってマキノー島に到着した。その到着が遅くなったことで、マクドゥーアルには十分な時間が取れ、セントジョゼフ島とスーセントマリーを守っていた民兵隊2個中隊を呼び寄せて、守備を強化させた。

## 戦闘
アメリカ軍艦船は2日にわたって砦を砲撃しようとしたが、砲弾の大半が砦の周りの野菜畑に落ちて被害を与えられなかった。シンクレアは、イギリス軍の小要塞であるジョージ砦があまりに高い所にあり、海軍の大砲でも届かないことが分かった。霧が深く、アメリカ戦隊は1週間というもの、砦から遠くにいるしかなかった。やっと戻って来たときに、クローガンは8月4日に島の北側に上陸することを決めた。そこは1812年にイギリス軍が上陸した地点とほぼ同じだった（現在はブリティッシュランディングの町がある）。そこからは森の中を進んで小要塞を攻撃することにした。アメリカ軍のブリッグ艦と砲艦は上陸地点周辺の森を砲撃して、インディアンを潜ませないようにしたが、それで急襲する機会はなくなった。
マクドゥーアルは攻撃されるのを待たず、マキノー砦に25名の民兵、小要塞に25名を残しただけで、主力を前進させ、アメリカ軍の前進してくる道筋にあった空き地に直面する胸壁を占領した。その部隊はロイヤル・ニューファンドランドと、地元で募集したミシガン・フェンシブルの140名、およびウィスコンシン川からのメノミニー族インディアン150名で構成されており、マクドゥーアルが使うことのできる部隊の中でもそのインディアンが最良の戦士だと考えていた。これに6ポンド砲1門と3ポンド野砲1門があった。
アメリカ軍が森の中から空き地に現れたとき、彼らはイギリス軍大砲の容易な餌食になった。クローガンは6ポンド砲2門を持ってきていたが、一方でオハイオ志願兵に前衛を務めさせてイギリス軍の左翼に回らせ、正規兵の分遣隊は森の中を右翼に回らせた。これらの操軍は地形の難しさ故に大変緩りと進行した。その進行中に、砦の西に別のアメリカ軍部隊が上陸したという嘘の報告があり、マクドゥーアルはそのニューファンドランド隊とミシガン・フェンシブル隊を後退させたが、アメリカ軍正規兵部隊はインディアンの待ち伏せにあった。ホームズ少佐やその他の士官2名を含めアメリカ兵13名が殺され、正規兵の副指揮官ベンジャミン・デシェイ大尉を含め51名が負傷した。アメリカ部隊は混乱状態となった。一方マクドゥーアルは背後に上陸部隊がいなことが分かり、自部隊をその陣地に戻らせた。
アメリカ軍正規部隊が大きな損失を出して混乱し、マクドゥーアルの歩兵部隊が戻って来たことで、クローガンは自部隊に森を抜けて湖浜までの撤退を命令した。後に残された負傷兵2名が捕虜になった。アメリカ兵はボートで艦船に漕ぎ戻った。マキノー砦は終戦までイギリス軍支配のままとなった。

## 戦闘の後
アメリカ軍遠征隊はその後ノッタワサガ川の基地を突き止め、8月15日にそれを占領した後、デトロイトに戻った。イギリス軍は、ノッタワダサガ川の避難所になっていたスクーナーのHMSナンシーを自沈させたのでアメリカ軍の手には入らなかった。シンクレア代将はマキノー島の封鎖のために砲艦のUSSタイグレスとUSSスコーピオンを残しておき、守備隊が飢えて翌春までに降伏してくることを期待していた。その後にあったヒューロン湖の戦闘では、両艦ともイギリス軍に捕獲され、イギリス軍が地域全体を保持することになった。
現在のアメリカ陸軍には、この戦闘に参戦したアメリカ軍部隊の後継部隊であるとする部隊が5個存在する。
マキノー島の戦場跡大半は現在、1898年に区画割りされたワワシュカモ・ゴルフ・リンクスの中にある。